# آدم كوكوسكا
آدم كوكوسكا (Adam Kokoszka)، من مواليد 6 أكتوبر 1986 في أندريكوف في بولندا، لاعب كرة قدم بولندي. يلعب مع نادي فيسلا كراكوف منذ عام 2003. بدأ باللعب مع منتخب بولندا لكرة القدم في عام 2006.

## روابط خارجية
- آدم كوكوسكا على موقع الاتحاد الأوربي (الإنجليزية)
- آدم كوكوسكا على موقع قاعدة بيانات كرة القدم.إي يو (الإنجليزية)
- آدم كوكوسكا على موقع ناشيونال فوتبول تيمز (الإنجليزية)
- آدم كوكوسكا على موقع Soccerway.com (الإنجليزية)
- آدم كوكوسكا على موقع عالم كرة القدم.نت (الإنجليزية)
- آدم كوكوسكا على موقع كووورة